# کیوشی
آواتار کیوشی (به انگلیسی: Avatar Kyoshi) یک شخصیت داستانی خیالی در مجموعهٔ پویانمایی آواتار: آخرین بادافزار نیکلودئون است که توسط مایکل دانته دی‌مارتینو و برایان کونیتزکو خلق شده است. صداپیشگی این شخصیت را جنیفر هیل انجام داده است. او بر خلاف آواتار آنگ و کورا، کنترل عناصر را در سنین کودکی آموزش ندید. او مؤسس گروه جنگجویان کیوشی است همچنین او الگویی برای خاک‌افزاران و مبارزان زن تبدیل شد.

## دوران اول زندگی
آواتار کیوشی حدود 400 سال قبل از وقایع آواتار: آخرین بادافزار در جنوب سرزمین خاک متولد شد. والدین او هر دو جنایتکار بودند و او را در روستایی به نام یوکویا رها کردند